# Bully (album)
Bully je vizuální demo album amerického rappera Kanyeho Westa, které bylo vydáno v březnu 2025 v několika verzích. Jde o konceptuální album, na kterém hostují Ty Dolla Sign, Playboi Carti a Peso Pluma. Album bylo vydáno spolu s krátkometrážním snímkem natočeným Hypem Williamsem. Ve filmu účinkuje Westův syn Saint a wrestleři z New Japan Pro-Wrestling. Na většině písní z alba West spíše zpívá než rapuje, čímž bylo album srovnáváno s 808s & Heartbreak z roku 2008. Podle Westa byla zhruba polovina alba nahrána s pomocí umělé inteligence a deepfake nástroje na napodobování hlasu.
Album bylo nahráno v době, kdy byl West kritizován za své antisemitské projevy a podporu nacismu. Na původním přebalu alba je jeho syn Saint, nicméně West také publikoval alternativní obal, který tvoří červená svastika na černém pozadí. Tyto tendence vyvrcholily na jeho dalším albu In a Perfect World (2025).

## Pozadí
V roce 2024 West a americký rapper a zpěvák Ty Dolla Sign spolupracovali na sérii společných alb Vultures. Původně mělo jít o trilogii, ale nakonec byly vydány jen dva projekty: Vultures 1 a Vultures 2. Zatímco první díl sklidil lehce nadprůměrné kritiky, druhý již propadl a byl kritizován za uspěchanost a zjevné využití umělé inteligence.
V září 2024 West publikoval první píseň z alba – „Preacher Man“. V té době pořádal několik stadionových přehrávek v Jihovýchodní Asii, na kterých pouštěl také úryvky z rozpracované tvorby. Když vystupoval v Číně oznámil plánované vydání alba Bully. Původně mělo vyjít v červnu 2025 na narozeniny jeho dcery North.

## Po vydání
Album bylo překvapivě vydáno v březnu 2025 coby krátkometrážní film na YouTube. Podle kritiky časopisu Rolling Stone Saint West ve filmu představuje svého otce, který se cítí coby mučedník, který bojuje s velkým množstvím nepřátel, které ve snímku představují japonští wrestleři.
V březnu bylo na internet vydáno několik verzí alba. To kvůli tomu čítá devět nebo deset skladeb.

## Seznam skladeb
1. Preacher Man
2. Can't Hurry Love
3. White Lines
4. Circles
5. Bully
6. Last Breath (ft. Peso Pluma)
7. Beauty and the Beast
8. This One Here
9. Highs and Lows
10. Melrose (ft. Playboi Carti a Ty Dolla Sign)